# ハワード・バック
ハワード・バック（Howard Bach、1979年2月22日 - ）は、アメリカ合衆国の男子バドミントン選手。

## 経歴
1979年、ベトナム・ホーチミンに生まれ、1982年にアメリカのサンフランシスコに家族で移住。9歳の時にバドミントンを始め、16歳の時コロラドスプリングスのU.S. オリンピックセンターでのトレーニングに参加。
2004年、アテネオリンピックにはケビン・ハンと出場し、2回戦敗退。翌2005年、アメリカ・アナハイムで開催された世界バドミントン選手権にはトニー・グナワンと出場し、決勝でインドネシアのチャンドラ・ウィジャヤ/シギット・ブディアルトペアを破り、アメリカ初の金メダルを獲得した。2008年、北京オリンピックにはボブ・マレートンと出場し、ベスト8。2012年、ロンドンオリンピックにはトニー・グナワンと出場して予選リーグ敗退。
混合ダブルスでもエバ・リーとのペアでUSオープン優勝等の実績がある。